# Сторм Рид
Сторм Рид (енгл. Storm Reid; Атланта, 1. јул 2003) америчка је глумица. После камео улоге у телевизијском филму A Cross to Bear (2012), Ридова остварује свој глумачки деби у драмском филму, 12 година ропства (2013). Стиче признање улогом у суперхеројском филму Трик (2016), а пробој остварује улогом у фантастичном филму Капије времена (2018), за коју добија номинације за Награду по избору тинејџера за омиљену глумицу у научнофантастичном филму и награду NAACP Image за најбољи пробој у играном филму.
Ридова је наступила у филмском трилеру Не пуштај! (2019), за који добија похвале, као и у хваљеној мини-серији Netflix-а, Кад нас виде (2019), и хорор филму, Невидљиви човек (2019). Тренутно наступа у драмској серији HBO-а, Еуфорија (2019), док је такође играла мању улогу у суперхеројском филму, Одред отписаних: Нова мисија (2021). Године 2020. Ридова је добила номинацију за BET YoungStars Award.

## Филмографија

### Филм
| Година | Српски назив                 | Изворни назив | Улога        | Напомене |
| ------ | ---------------------------- | ------------- | ------------ | -------- |
| 2013.  | 12 година ропства            |               | Емили        |          |
| 2015.  |                              |               | Кендра       |          |
| 2016.  | Трик                         |               | Тина         |          |
| 2016.  |                              |               | Аки          |          |
| 2016.  |                              |               | Спаркл       |          |
| 2017.  |                              |               | Патриша      |          |
| 2018.  | Капије времена               |               | Мег Мари     |          |
| 2019.  | Не пуштај!                   |               | Ешли Радклиф |          |
| 2020.  | Невидљиви човек              |               | Сидни Ланије |          |
| 2021.  | Одред отписаних: Нова мисија |               | Тајла Дубојс |          |
| 2023.  | Опатица из пакла 2           |               | сестра Дебра |          |

### Телевизија
| Година     | Српски назив                        | Изворни назив | Улога          | Напомене                            |
| ---------- | ----------------------------------- | ------------- | -------------- | ----------------------------------- |
| 2012.      |                                     |               | млада Ерика    | телевизијски филм                   |
| 2013.      | Тандерменови                        |               | Ејвери         | епизода: „Ово изгледа као посао за” |
| 2013.      |                                     |               | дама трупер #3 | 2. епизоде                          |
| 2013.      |                                     |               | Ени Монтгомери | телевизијски филм                   |
| 2014.      | Морнарички истражитељи: Лос Анђелес |               | Рајли Пејтон   | епизода: „Још једна шанса”          |
| 2014.      | Ники, Рики, Дики и Дон              |               | Скарлет        | епизода: „Застрашујући плес”        |
| 2015.      |                                     |               | Касандра       | телевизијски филм                   |
| 2015.      | Чикашка полиција                    |               | Дениз          | епизода: „Врати се на Евана”        |
| 2019.      | Кад нас виде                        |               | Лиса           | 2. епизоде                          |
| 2019.      |                                     |               | Нија (глас)    | 13 епизода                          |
| 2019—данас | Еуфорија                            |               | Џија Бенет     | 8 епизода                           |
| 2023—данас | The Last of Us                      |               | Рајли Ејбел    |                                     |

### Музички спотови
| Година | Назив | Улога | Извођач      |
| ------ | ----- | ----- | ------------ |
| 2017.  |       |       |Jay-Z (са Бијонсе) |